# Furnarius
Furnarius là một chi chim trong họ Furnariidae.

## Hình ảnh

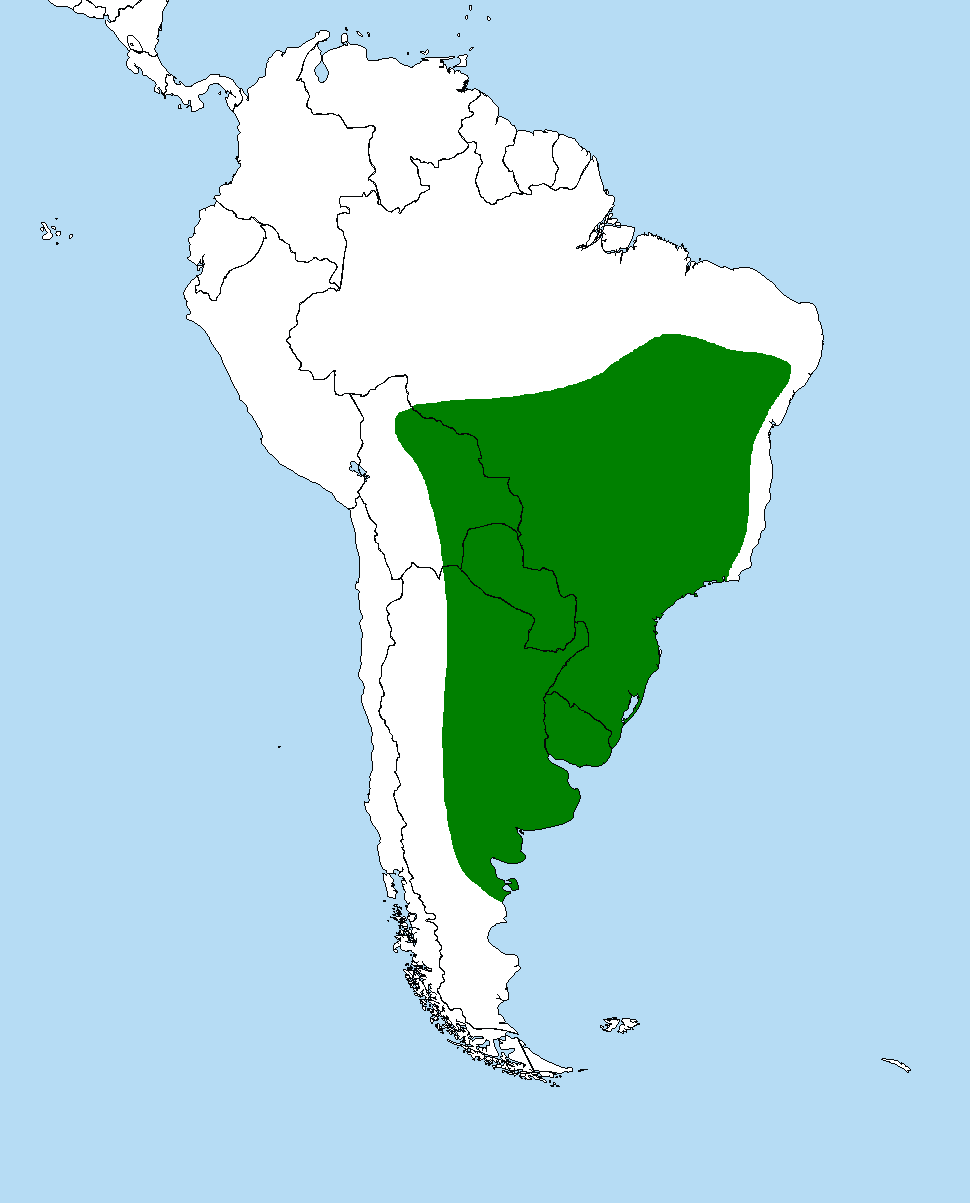
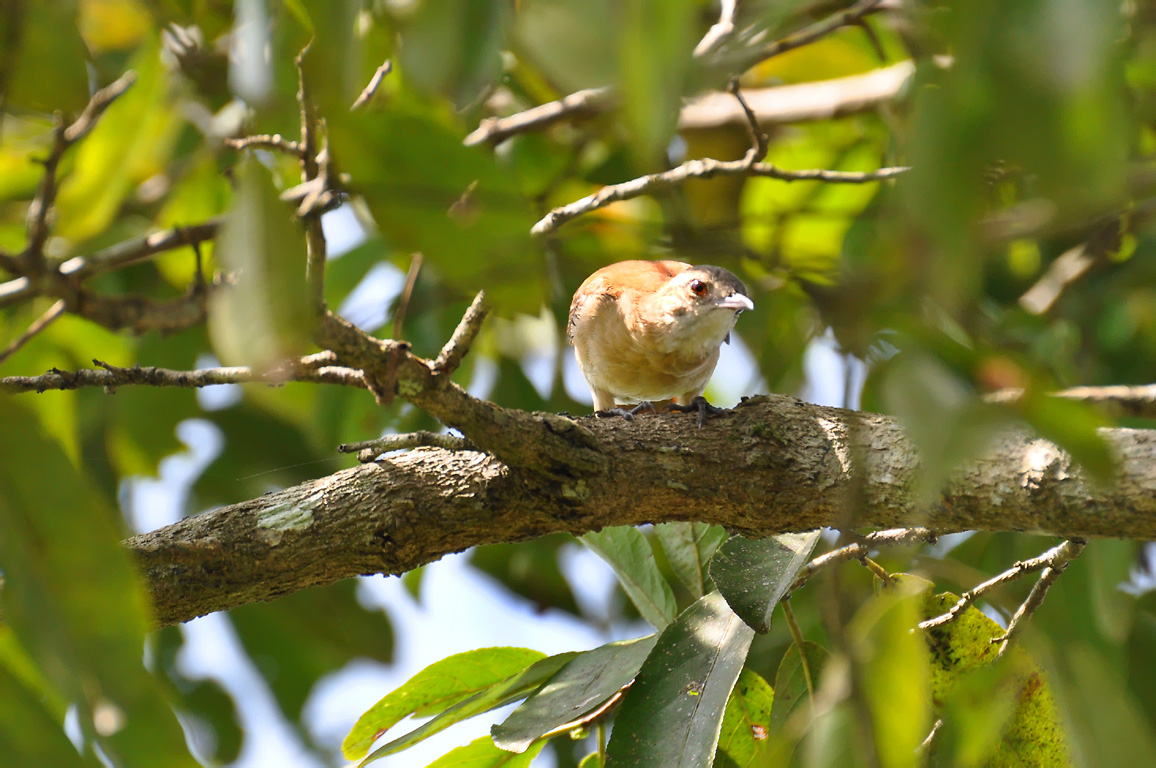
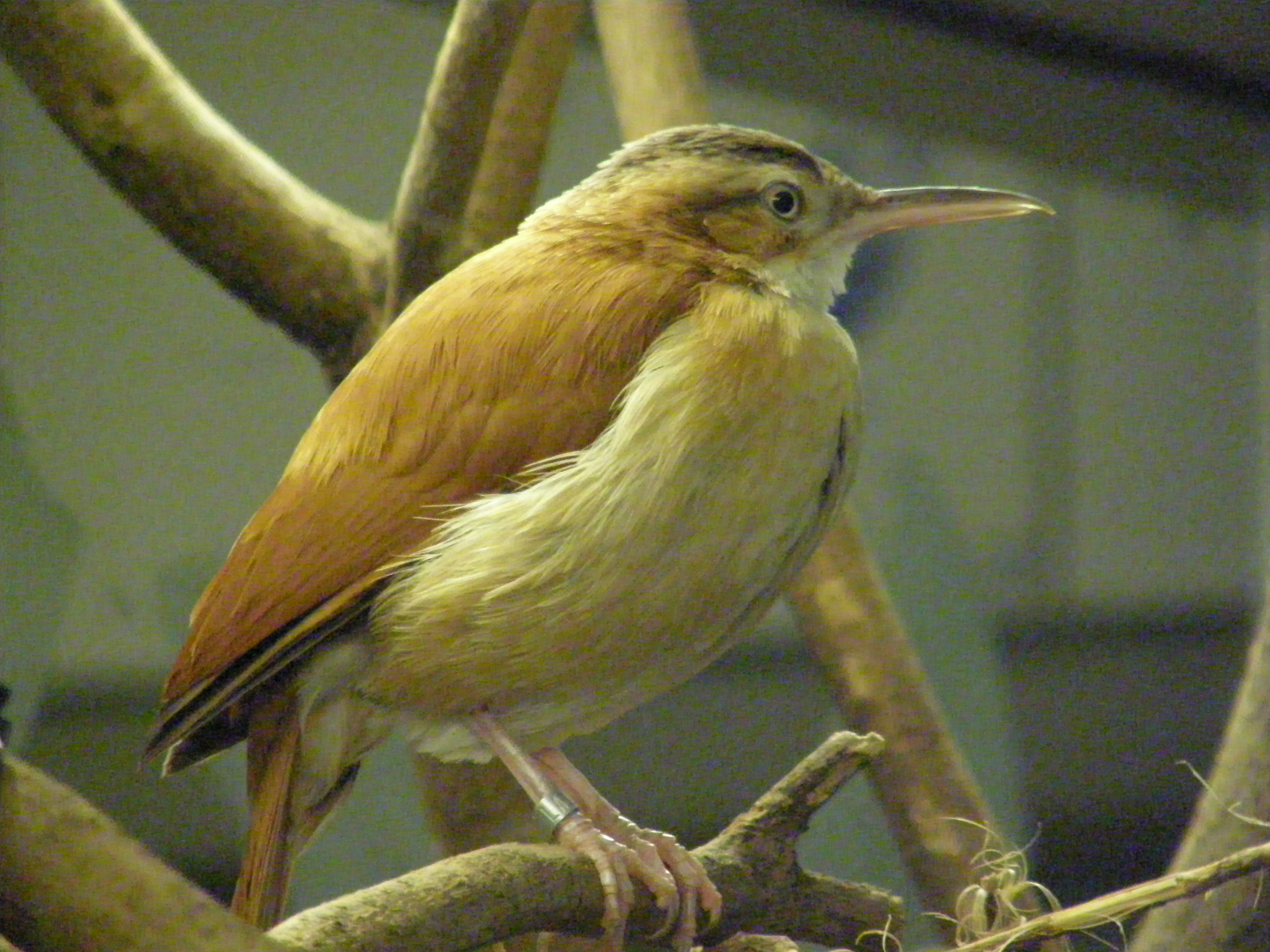
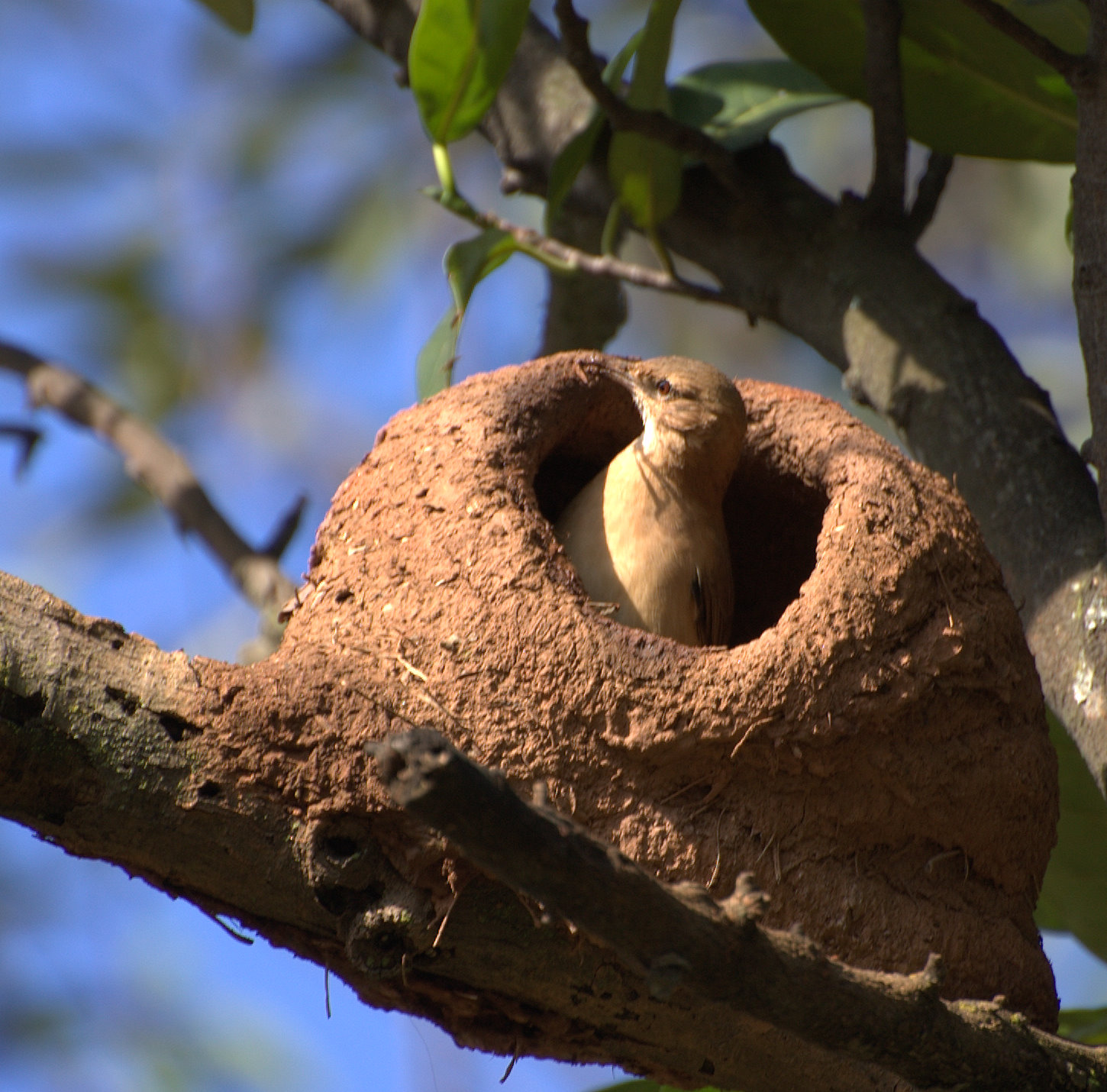
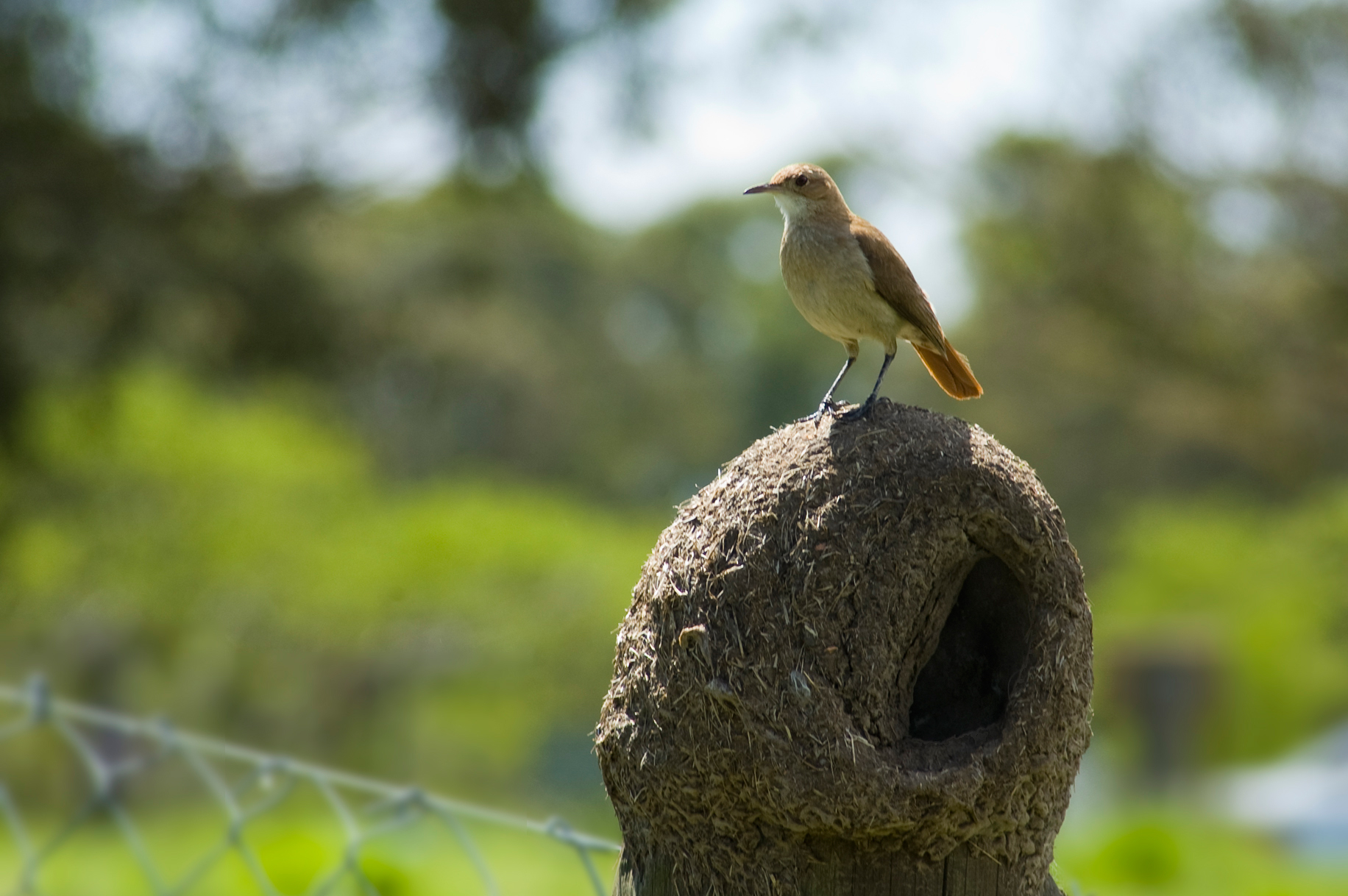
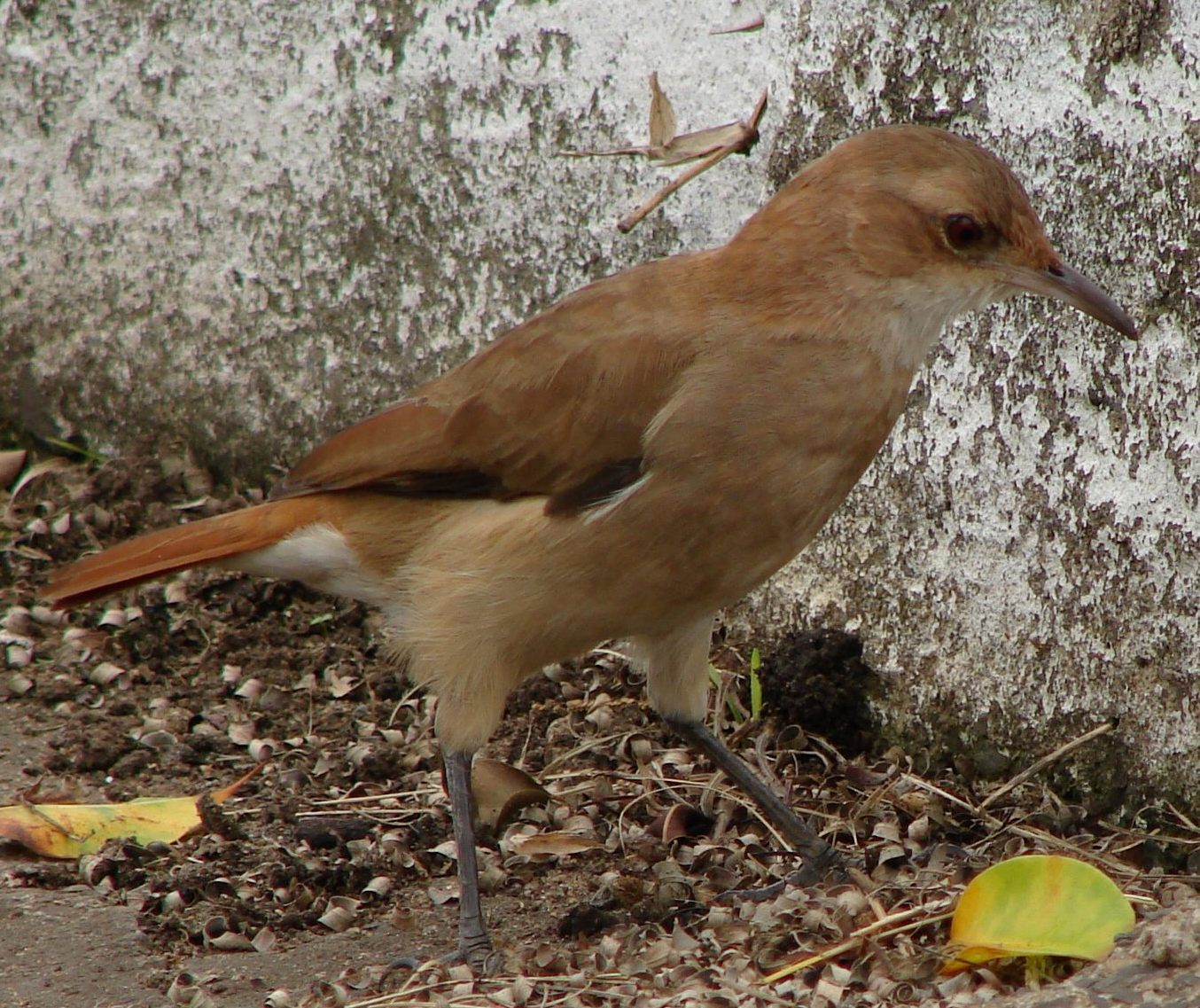